# Organon (Arisztotelész)

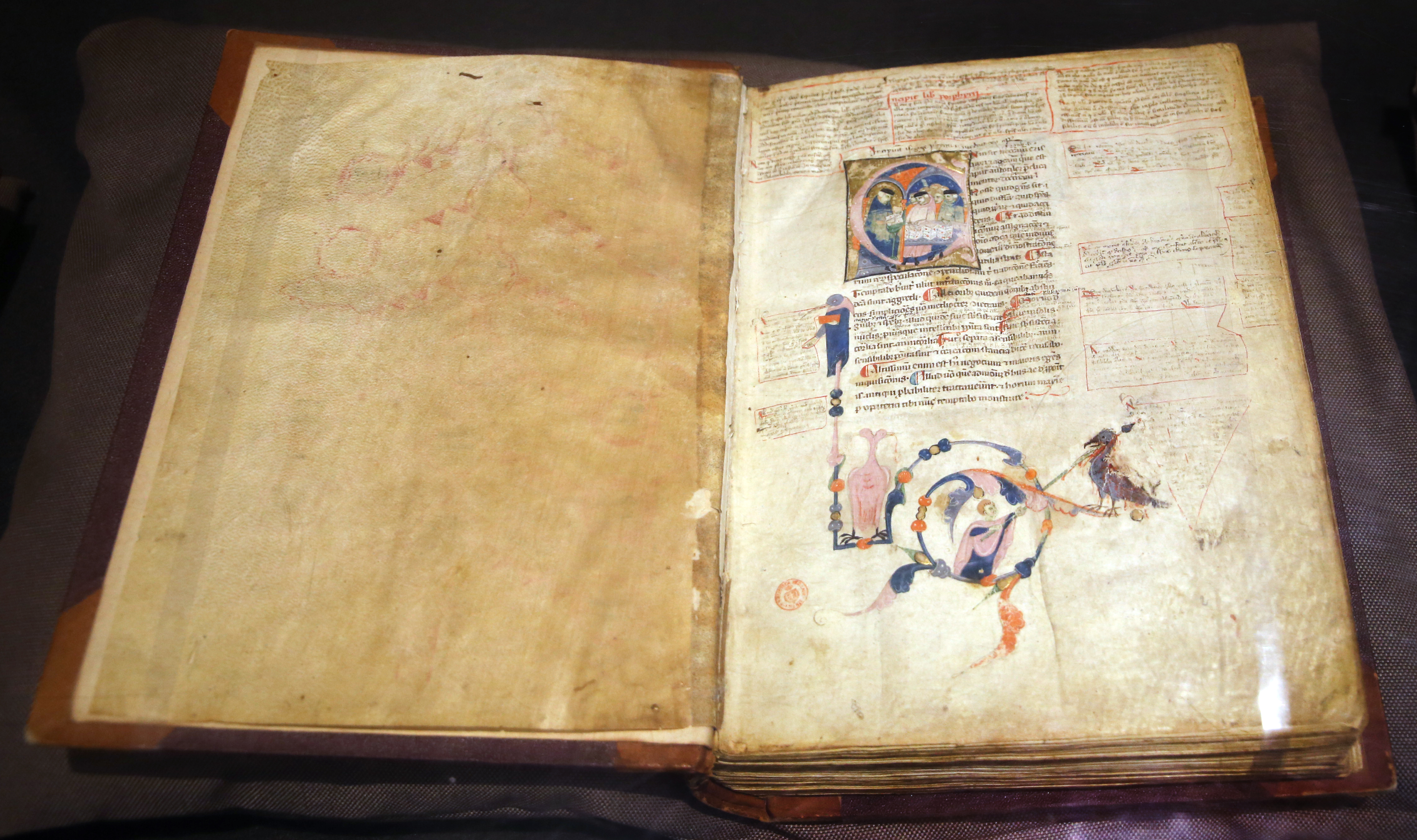
Az Organon 13. századi példánya

Az Organon (+¸Óργανον görög szó, magyarul „segédeszköz”, „szerszám”) a logika tudományát megalapozó ókori görög filozófus, Arisztotelész bizonyos logikai írásainak gyűjteménye. Ezek:
- 1. Kategóriák (göröghűbb helyesírással Katégoriák);
- 2. Hermeneutika, avagy Az értelmezésről (Peri herméneias, De interpretatione);
- 3. Első Analitika (A következtetésről);
- 4. Második Analitika (A bizonyításról);
- 5. Topika (A dialektikáról);
- 6. Szofisztikus cáfolatok (értsd: szofista ellentmondások, álokoskodások).

Ezen írásokat az Arisztotelész vezette iskolában, a Lükeionban folyó tanításhoz használták előadásvázlatként vagy esetleg olvasható jegyzetként, halála után pedig kiadói (például rhodoszi Andronikosz) gyűjtötték össze és adták ki közös, Organon cím alatt. Arisztotelész írt még más logikai műveket is, ezek azonban elvesztek. Az Organon filozófiai és tudományos jelentősége igen nagy, számtalan erénye közül néhány: egyrészt a Kategóriaelmélet, másrészt a logikai következtetés egy elméletének, a szillogisztikának a kidolgozása által a formális logika elméletének megalapozása; másrészt a modalitások felfedezése, az érvelések elméletének tudományos vizsgálata stb.
Röviden a művek tartalmáról:
- a Katégoriák (szöveg itt) a görög nyelv szavait abból a szempontból tárgyalja, hogy milyen más szavakról állíthatóak és róluk mik állíthatóak. Ezen szempontok szerint a nevek (állítható dolgok – κατηγορύμενα) bonyolult osztályzását vezeti be (szubsztanciák, akcidensek, kategóriák és posztpredikamentumok). A szubsztancia-akcidens megkülönböztetés egyben Arisztotelész egyik legfontosabb lételméleti felfedezése, mellyel Platón ideatanára kíván válaszolni. A szubsztancia nem más, mint az önálló létezéssel bíró egyed–individuum, mai szóhasználattal a fogalom, legyen bár ez egyedi vagy általános; míg az akcidensek ezek jegyei, tulajdonságai. A szubsztancia a nyelv (és a Lét) egyik önálló kategóriája, az akcidensek pedig további kilenc csoportra oszthatóak (mennyiség, minőség, viszony, hely, idő, állapot, birtoklás, cselekvés, elszenvedés), ezáltal összesen tíz kategória létezik.
- a Herméneutika (szöveg itt) az egyszerű kijelentő mondatokkal és ezek logikán belüli szerepével foglalkozik; alapvető eredményei a tagadásra és a modalitásokra (szükségszerűség, lehetségesség, esetlegesség stb.) vonatkozó megállapítások. Megkülönbözteti az egyedi és általános alanyról tett kijelentéseket, továbbá hogy ezt egyetemesen (minden egyedre vonatkozóan), részlegesen (némely egyedre vonatkozóan), vagy határozatlanul (se így, se úgy) tesszük-e; ezekből a megkülönböztetésekből született később a kategorikus kijelentések fogalma, melyek tanulmányozása a tradicionális logika egyik fő területének számított. Négy fő modalitást különböztet meg (lehetségesség, esetlegesség, lehetetlenség, ill. szükségszerűség).
- a Topika (szöveg itt) a logika felhasználását tárgyalja a vitatkozásban és érvelésben. Megkülönbözteti például a biztos feltételekből kiinduló szillogisztikus érvelést, a bizonyítást, a bizonytalanabb, csak valószínű alapokra építkező dialektikus érvelést, és az abszolút vitatható alapokra építkező erisztikus (vitás) érvelést. Nem minden alap nélküli az a feltételezés, hogy a Topikában található effajta megkülönböztetések szolgálnak később az arisztotelészi modális logikai rendszer kidolgozásának alapjául, kiinduló problémaként és motiváló erőként.
- a Szofisztikus cáfolatok (szöveg itt) az álérvelésekkel és álbizonyításokkal foglalkozik;
- az Analitikák pedig Arisztotelész logikai rendszerének, a következtetések tanának, a szilogisztikának az abszolút precíz kidolgozását tartalmazzák; az Első Analitika inkább a nem modális asszertorikus szillogizmusokat, míg a Második Analitika a modális szillogizmusokat.

Az Organon első három műve (Katégoriák, Herméneutika, Első analitika) 1961-ben jelent meg az Akadémiai Könyvkiadónál, magyarul és görögül, Rónafalvi Ödön és Szabó Miklós fordításában és Szalai Sándor szerkesztésében. (A kötet magyar nyelvű lapjait 1979-ben újranyomták, s azóta a Katégoriákat és a Herméneutikát külön is kiadták). Szabó Miklós Második Analitika-, Topika- és Szofisztikus cáfolatok-fordítása Szalai Sándor halála után azonban kéziratban maradt, és egyelőre nem jelent meg nyomtatásban.

## Története
Elöljáró összefoglalásul annyit mondhatunk, hogy bár az Organon mint egységesített mű, összeállításában és egyes elnevezésekben nem kizárólag Arisztotelész munkája, hanem tanítványaié és kommentátoraié is, és nehéz megállapítani, hogy ők mennyiben tükrözték Arisztotelész eredeti szándékait (úgy tartjuk, korai, közvetlen vagy közvetett tanítványai és az arab kommentátorok sokban, a késő ókori és középkori latin és keresztény kommentátorok egyre kevésbé); azonban a mű szövege, azaz a mű részleteiben gyakorlatilag teljes joggal tartható Arisztotelész munkájának, néhány kivételtől (például a Kategóriák utolsó fejezetei) eltekintve.
Az Organonban foglalt logikai vizsgálódások kezdete a platóni Akadémián eltöltött két évtized végére (kb. Kr. e. 347/48); vége pedig a Lükeion megalapítása előtti vándorlás időszakára (i. e. 347-335) esik. Az bizonyos, hogy az Organon eredeti szövege a Lükeion megalapításakor már készen volt, mert kezdettől fogva az oktatás tananyagát alkotta. További segítséget jelent, hogy a legkésőbbi részek, az Analitikák a Metafizika egyes, korai részeivel egykorúnak látszanak, ennek alapján az Organon fejezetei az i. e. 355 és i. e. 340 közt eltelt másfél évtizedben íródhattak. Erre az időszakra esik Arisztotelész biológiai kutatómunkáinak nagy része és a természetfilozófiai tárgyú Fizika megírása is.

### Az Organon tudományos előzményei és motivációi

#### A szofista-szókratikus ellentét
Ami nem a szigorú értelemben vett papírokat és szövegeket illeti, hanem azok tartalmi lényegét, az Organon felfedezéseinek filozófiai motivációi között biztosan ott van az a vita, melyet Arisztotelész tanára, Platón tudományos ellenfeleivel, a szofistákkal folytatott.
Tény, hogy a szofista filozófia gyakorlatias és lényegre törő, antiidealista, sokszor felvilágosultan vallásellenes képviselői kezdetben sokban hozzájárultak a filozófia és egyes tudományok (retorika, ismeretelmélet, csillagászat, természetfilozófia – és a későbbi természettudományok) fejlődéséhez. A legnagyobb szofisták, vagy az erős szofista hatást mutató cinikus filozófusok azzal, hogy saját maguk is követték azt az életformát, melyet prédikálták (például Diogenész), legalább annyira kiérdemlik az utókor megbecsülését életükkel, mint a később ellenfelükké vált Szókratész halálával (akit egyébként a kortársai szintén „szofistának” neveztek, eredetileg ugyanis ez a kifejezés „hozzáértőt”, „tanítót” jelentett); azonban – különösen a poliszrendszer egyre mélyülő válsága, a görög világrend megrendülése idején – a pragmatizmus, ahogyan az nem ritka, szélsőséges relativizmusba torkollott. Az egyik nagy szofista, a szicíliai Leontinoi Gorgiasz például a következő, a filozófiában járatlanok számára esetleg abszurdnak tűnő (noha egyébként védhető, és szigorú értelemben véve nem cáfolható) elveket fektette le mint a filozófia alapjait (vagyis inkább mint mindenfajta filozófia megdöntésének alapjait):
- 1.) Semmi sem létezik; minden látszat;
- 2.) Ha létezne is valami, azt nem lehetne megismerni; mert az érzékek csalnak;
- 3.) Ha valami létezne is és talán még megismerhető is lenne, azt úgysem lehetne elmondani, mivel a nyelv közlései és fogalmai szubjektívak (nem a reális fogalmakat adnánk át másoknak, ha ilyenek lennének is, csak a róluk való beszédet), azonkívül változandók, elmosódottak.

Ám ez az ismeretelméleti relativizmus az erkölcs és az értékek relativizálódásával is együtt járt, s nehéz lenne megmondani, melyik volt inkább az ok s melyik inkább a következmény. Sok, a filozófiát pénzforrásnak tekintő, nyerészkedő szofista az előbb említettekkel ellentétben egyáltalán nem szolgált életével semmilyen megbecsülésre, ezzel összefüggésben a „szofista” szó csakhamar olyan jelentést nyert már a korabeli Athénban is, mint aki nyelvi csűrés-csavarásával saját anyagi érdekében kifordítja az igazságot. Nem csodálható, hogy a tudni vágyó fiatal Arisztotelész Athénban a biztos tudást ígérő Platónhoz szegődött inkább, s nem valamelyik szofista retorikatanárhoz. Ahogy már Platón is kifejtette, amikor a szofista Protagorász azon kijelentését bírálja, miszerint „Minden dolog mértéke az ember”; ilyen elvekre komoly filozófiát építeni nem lehetséges. Az a relativizmus, ami a „humanicum” kizárólagosságára épít, nem csak a tudományt rombolja le, de az erkölcsöt, magát a humánumot is. Ha minden megrendül, a biztos tudást kell megkeresni. Erre az útra lépett rá Szókratész, ezzel emelkedve szofista kortársai fölé, és ezt az utat folytatta Platón.

#### A vitakultúra
A korabeli Athénban óriási jelentőséggel bírt a társadalmi érintkezés alapvető műfaja, a vita. A vita volt a bírósági tárgyalások és a tanítás alapformája, vitatkozó dialógusok formájában íródtak a legsúlyosabb értekezések is. Platón dialógusaiból, de rengeteg más dokumentumból is tudjuk, hogy a görög vita – talán az eleai filozófiai iskola hatására – meghatározott szabályok szerint játszódott, még a piactereken és utcasarkokon is. Ha valaki felvetett egy állítást és megkérdezte a vitapartnert: „Elfogadod ezt?”,. akkor az ellenfél vagy megtagadta az állítás igazságát, de ekkor érvelnie kellett annak hamissága mellett, vagy pedig elfogadta, ám ekkor el kellett fogadnia az állítás minden adódó következményét is.
A platóni akadémián is rengeteg vita folyt, abszolút az érvek és ellenérvek csatája állott az oktatás középpontjában. Arisztotelésznek nyilván rengeteg alkalma volt vereséget szenvednie hamisakat állító, de a vitatechnikában gyakorlottabb társaitól, illetve belátnia, hogy noha nem volt igaza, mégis győzött – márpedig sokszor győzhetett, hiszen rövid idő alatt nagy tekintélyre tett szert az Akadémián. Az a ma már szinte elképzelhetetlen mértékű vitatkozókedv és vitatapasztalat, ami alighanem szorosan összefügg az athéni demokrácia kialakulásával, sokakat késztetett arra, hogy megvizsgálja, min múlik tulajdonképp a vitában aratott győzelem vagy vereség. E vizsgálatok egy része, amint a Platón által megörökített „szókratészi” filozófia is mutatja, etikai-lételméleti irányba vezetett („Mi a jó?”, „Mi az igazság” stb.); de ezek a vizsgálatok nem dönthettek abban, hogy miért igaz az igaz, miért hamis a hamis, s hogy hogyan győzhet a hamisság és veszthet az igazság, s mit kell tenni ennek megakadályozására. A rendelkezésére álló hatalmas vitaanyag alapján már Platón is rámutatott arra (öregkori logikai dialógusaiban például), hogy az érvek érvényessége, nyelvi és logikai szerkezete nem független egymástól. A vitakutatásnak e másik, nyelv(tan)i jellegű iránya vezetett a logika kialakulásához.

#### Idealizmus és realizmus: Platón és Arisztotelész ellentéte
Arisztotelész tehát a szofistákkal folytatott vitában először Platón oldalára állt a bizonyosság keresésében. Platón azonban a bizonyosságot a szellemi, gondolati szférában vélte megtalálni, és az utóbbiba tartozó objektumokat, az „ideákat” (mai, de nagyon torzító fordításban: a fogalmakat) nemcsak létezőknek hirdette, hanem a „valódi”, az érzékelhető-tapasztalható világgal szemben ezeket vélte a „valódi” és elsődleges létezőknek (idealizmus). Így Platón az érzéki észrevétel jelentőségét ugyanúgy megtagadta, mint a szofisták, csakhogy nem állt itt meg, hanem megalkotott egy azokon túli világot. Hogy ez mennyire tekinthető jónak, helyesnek, elfogadhatónak, érthetőnek stb., arról azóta is folyik a vita.
Arisztotelész azonban hamar önállósította magát és eltért mestere tanaitól, és az érzéki észrevételt, a tapasztalatot kezdte filozófiailag védelmezni (ld. még lentebb is). Nem az érzékek csalnak, hanem ezek gondolkodásunk általi értelmezése. Vegyük számba, amit érzékelünk, és ha valamilyen ellentmondást – aporiát – tapasztalunk, azt ad hoc (külön-külön) javítsuk ki, ez volt az aporétikus módszer, amit Arisztotelész a kutatásban és oktatásban használt. Figyelemre méltó, hogy a huszadik század a modern tudományelméletében újra ezt a gondolatot bukott felszínre például a Karl Raimund Popper és a bécsi kör felvetette falszifikációs módszer gondolatában.
Az Organon kezdeti részei egy az egyben erre a módszerre épülnek, mégpedig a nyelvhasználat tapasztalati vizsgálatára, az ebből fakadó általánosításokra, és az ezekből fakadó problémák helyes-helytelen megoldására. Egészen az Analitikákig. Itt jut Arisztotelész egy radikálisan új és forradalmi eszköz, a deduktív módszer felfedezéséhez, és éppen a régi módszer által, és – ami nagyon kevéssé köztudott – az Analitikákban foglaltakat, elsősorban a modális szillogizmusok elméletét, már olyan rendszer szerint építi fel, hogy az egyértelműen axiomatikusnak mondható! Noha magát a könyvet, annak szövegét olvasni, meglehetősen nehéz és fárasztó, lévén tulajdonképpen egy retorikus matematikai mű, ráadásul sokszor önellentmondásosnak látszó lételméleti vagy alig lefordítható nyelvtani fejtegetésekkel tarkítva, mégis az Organon nevezhető a tudománytörténet egyik legizgalmasabb művének és fordulópontjának, hiszen benne jut el Arisztotelész a modern tudomány legfontosabb módszereinek kidolgozásához.

### Az Organon írásainak keletkezési sorrendjéről

#### A Jaeger-paradigma
Az egyes művek keletkezéstörténetének legelfogadottabb elmélete Werner Jaegertől származik (Jaeger: Aristoteles. Grundlegung eine Geschichte seiner Entwicklung, Weidmann, Berlin, 1923), amely ama – a legtöbb adattal összeegyeztethető – munkahipotézisen alapul, hogy Arisztotelész életművét történetiségében legcélszerűbb mint a mester, Platón gondolataitól való folyamatos eltávolodásként felfogni. Bizonyos fenntartásoktól eltekintve ezt az elméletet el szoktuk fogadni.
Eszerint legrégebbre a témájában, tartalmában és formájában legplatónibbnak látszó, a dialektikávaL foglalkozó Topika egyes fejezeteinek (II.-VII.) és a Kategóriák születését teszik, aztán születhetett a Hermeneutika és a Topika többi fejezete (I., VIII.), melyekben a Platón tanaitól való eltávolodás, az egyre erősebb nyelv(tan)központúság már megfigyelhető, ám az Első Analitikában kifejtett szillogizmusok [] elméletének nyoma sincs, és a modális ítéletek rendszerének az a kifejtése [], ami szintén az Első Analitikában világosan megtalálható, itt (még?!) meglehetősen zavaros (és Arisztotelészt ismerve eléggé elképzelhetetlennek tűnik, hogy ha valami először már jól megírt volna az Analitikákban, azt később a Hermeneutikában sokkal több hibát vétve írja meg). Ez után a Szofisztikus cáfolatok következik, amire mint különálló műre Arisztotelész nemigen hivatkozik (inkább mintha a Topikával lett volna egy, tehát valószínűleg azzal kb. egyidőben íródott), és végül a két Analitika. Vagyis a logikai művek legvalószínűbb időrendje:
- Topika (II.-VII.)
- Kategóriák
- Hermeneutika
- a Topika maradéka (I.,VIII.) és a Szofisztikus cáfolatok
- Analitikák

Ez a sorrend eléggé valószínűnek látszik, kételyeink leginkább a Hermeneutikával (mely egyesek szerint Arisztotelész legkésőbbi műve) és a Második Analitikával vannak (amely jelentős platóni hatást mutatván, esetleg igen korán íródott). F. Solmsen szerint például (F. Solmsen: Die Entwicklung der aristotelischen Logik und Rhetorik) miután Arisztotelész platóni hatásra megvizsgálta a dialektikus érvelés formáit (Topika), majd kidolgozta a Második Analitikában a tudományos bizonyítás „apodeiktikus” formáit, rájöhetett az érvelés céljától és témájától független, formális tulajdonságaitól függő törvényeire, és éppen ez van az Első Analitikában. Mindezt azzal az igen nyomós érvvel támasztja alá, hogy a Második Analitika sokkal platonikusabb, mint az Első, s például tele van matematikai példákkal, ami igen jellemző volt az Akadémián folyó vitákra, míg a későbbi Arisztotelészre, annak erősebb biológiai érdeklődése miatt, kevéssé, így aztán a Platóntól való távolodás törvénye értelmében a Második Analitika előbb kellett, hogy szülessen. W. D. Ross, az egyik angol nyelvű Organon-kiadás szerkesztője viszont cáfolja ezt, részben filológiai érvek alapján, de döntőnek látszik az az észrevétele, hogy a Második Analitika tudományos bizonyításokat tárgyaló fejtegetései szükségképp feltételezik, hogy Arisztotelész birtokában legyen ezek alapjának, azaz a következtetések tanának.

#### A „másodlagos platonizmus” elmélete
Szintén cáfolja Solmsent a magyar Organon-kiadás szerkesztője, Szalai Sándor. Minthogy Ross nem adott magyarázatot Solmsen ellenérveire, csak az érveit cáfolta, az előbbi hiányosságot pótolva Szalai úgy véli, a jaegeri „Platóntól való távolodást” nem szabad valami abszolút, mechanisztikus törvényszerűségként felfogni. Egyrészt Arisztotelész művei általában is hol jobban, hol kevésbé kidolgozottak. Másrészt Arisztotelész valóban eltávolodott Platón idealizmusától és matematikai köntösbe bújtatott miszticizmusától abban az értelemben, hogy tanárával ellentétben nem volt hajlandó a földi természet konkrét, fizikai jelenségeinek vizsgálatáról csak azért lemondani, mivel a korabeli természetfilozófia kezdeti állapota miatt az e vizsgálódás igényelte eszközök is hiányoztak, a meglévők pedig igen kezdetlegesnek tűnhettek a matematika akkor már mesterfokra kifejlesztett, és akkoriban meg nem haladhatóan tökéletesnek tűnő eszközeihez képest; hanem nekiállt – és ismereteink szerint, bizonyos tekintetben a világon elsőként! – legalább leltárba venni mindazt, ami a természetben van: az égi szférát, és az annál kevésbé szabályosabb változásokon áteső földi jelenségeket.
Nagy eredményei, például a Hold feletti (csillagászati) és a Hold alatti (meteorológiai) tartomány, vagyis a két Ég (a levegőég és az égbolt) megkülönböztetése mellett persze sok tévedése is volt: az üstökösöket, meteorokat és a Tejutat légköri tüneményeknek vélte (innen származok a téves „meteorológia” elnevezés a légkör tanulmányozására…), komikusan tévedett abban, hogy a „gömbölyű növényeket” (mint a tök) külön rendszertani kategóriának tartotta, de ő és tanítványai megkezdték a természetvizsgálat eszközei, például az empíria kidolgozását. S bár sok-sok helyes és téves meglátása rengeteg modern tudomány atyjává tette, egy társadalmi jelenség, a platóni-szofista ellentétben oly lényeges retorika (szónoklástan) tanulmányozása végül döntő, kolosszális felfedezéshez juttatta. Észrevette, hogy sok esetben – nem mindig persze – a tudományos érvelés érvényessége egyszerűen nem függ annak tartalmától, azaz attól, hogy miről is beszélünk, csak attól, hogy hogyan, vagyis a beszéd strukturális jellemzőitől, formájától. Ez az észrevétel az Első Analitikában végül olyan tudományos rendszer felfedezését eredményezte, amely szabatosság, zártság és szisztematikus felépítés tekintetében vetekszik a görög matematika legszebb elméleteivel, sőt talán meg is haladta azokat!
Arisztotelész felfedezte deduktív logikát, konkrétan annak egy nagyon zárt keretbe foglalható alrendszerét, a szillogisztikát. Ezen az általa megalkotott kereten belül olyan bonyolult, de tökéletes és hiánytalan bizonyításokra volt képes, mint amilyenekkel akkoriban csak a matematika rendelkezett, sőt olyan új módszert alkalmazott, a kombinatorikus módszert, amilyenekkel az akkori matematika nem is élt, de amely a mai, modern matematika egyik legfontosabb eszköze. Ilyen körülmények között nem kell kételkednünk abban, hogy megújult érdeklődéssel fordult a matematika felé, melyet az általa felfedezett módszerekkel bővítve-„javítva” újra joggal tekinthetett megfelelőnek fiatal kora tudományos eszményképének, ez pedig a platóni tanokhoz való viszonyának némi módosítására is indokot adhatott.

### Az Organon összeállításáról és fejezetcímeiről
Nem tudjuk biztosan, eme logikai írások összefoglalása és a művek sorrendezése mennyire érinti Arisztotelész eredeti szándékait, és ez ma már nem is kideríthető, mert a tanítványok és kommentátorok teleírták a műveket olyan részletekkel és megjegyzésekkel, melyek össze-vissza hivatkoznak nyilvánvalóan később írt munkákra (a mű nyilvánvalóan későbbi részeire).
Az egyes írások címe sem az eredeti arisztotelészi cím általában (kivéve a Topikát és bizonyos tekintetben az Analitikát), és ezek eredetéről sem tudunk mindig pontosat (például Arisztotelész az Analitikákat nyilván egységes műnek tekintette, mert mindig csak így hivatkozik rájuk; úgyhogy csak a későbbiekben vághatták szét ezt Első és Második Analitikára). Ugyanígy lehetséges, hogy a Szofisztikus cáfolatok sem volt eredetileg önálló mű, hanem esetleg a Topika egy része.
Azt sem tudjuk, pontosan kik és mikor állították össze Arisztotelész ezen műveit először, és adták neki az „Organon” nevet: valószínűleg nem ő maga. Csak az bizonyos, hogy az i. sz. VI. századtól már így szerepel a görög, szír, örmény, arab, és latin művekben és kódexekben. Az i. sz. 200 körül élt peripatetikus kommentátor, aphrodisiasi Alexandrosz alkalmazta a logikai művek megjelölésére az „Organon” (Ớργανον), azaz „eszköz, szerszám” elnevezést, minden bizonnyal a bevett iskolai szóhasználatnak megfelelően.
Azt a filológusok között régebben elterjedt nézetet, miszerint Arisztotelész az Organont és a Metafizikát csupán a tanítványok számára írta, és nem foglalkozott a kiadás gondolatával, újabban nem tartják valószínűnek, mivel sok rész szemmel láthatóan kifejezetten olvasók igényeit tartja szem előtt, és valószínűleg ezeket később valóban eredetileg nem kiadásra szánt, vázlatos részekkel egészítették ki.

### Az Organon utóélete
Arisztotelész tudatában volt, hogy a szillogisztikával fontos és teljesen új dolgot fedezett fel:
„Nyilván kellő befejezéshez ért az, amit magunk elé tűztünk, de nem szabad elfeledkeznünk arról, ami e tanulmányokat illetően történt. Valamennyi felfedezésnél ugyanis a korábbi munkák eredményeit, amiket másoktól vettek át, részletekben előre vitték azok, akik később átvették őket. Ami azonban ezt a tanulmányt illeti, nem lehet mondani, hogy egy része már előbb ki volt dolgozva, más része pedig nem, hanem egyáltalán semmi sem volt meg belőle. Mert a civakodó érveléseket pénzért tanító mesterek nevelési eljárása hasonló volt Gorgiász módszeréhez: egyesek ugyanis retorikai, mások kérdés-felelet alakjában szerkesztett beszédeket adtak megtanulásra, melyekről ezek is, azok is azt hitték, hogy legtöbbször ilyenekbe sodródnak bele a két vitázó érvelései. Ezért aztán gyors, de tudománytalan volt az a képzés, amit a tanítványaiknak adtak. Mert bár nem a művészetet, hanem a művészet termékét nyújtották, úgy gondolták, hogy nevelnek, mintha csak valaki, aki megígérte, hogy olyan tudáshoz juttat, amely megszünteti a lábfájást, a cipészmesterséget már nem tanítaná, sem pedig azt, hogy honnan szerezhet valaki ilyen tudást, ellenben mindenféle lábbeli sok fajtáját adná neki,; az ilyen ember segítséget nyújt ugyan a szükséglet tekintetében, de a művészet nem ad át. Továbbá a retorika körében sok minden volt, amit róla régen elmondtak, de a következtetések kérdésében eddig egyáltalán semmivel sem rendelkeztünk, hanem hosszú ideig gyakorlatias kutatással fáradoztunk. Ha tehát megfigyeléseitek alapján vizsgálódásunkat az ilyen kezdeti helyzethez képest – összehasonlítva a többi, hagyományozás útján kifejlődött tudománnyal – kielégítőnek tartjátok, úgy valamennyietekre vagy hallgatóinkra csak az marad, hogy bocsássanak meg, ha fejtegetéseinkből valami kimaradt, s legyetek nagyon hálásak a benne lévő felfedezésekért.”
Ez a „semmiből új, más világot teremtettem” számunkra oly ismerős hangja, amely eddigi ismereteink szerint valóban indokolt: az immár több ezer éves kutatás sem tudta mindeddig halvány nyomát sem lelni annak, hogy Arisztotelész előtt bárkinek is eszébe jutott volna az ítéletek tartalmától és igazságától független formai ismérveket keresni a belőlük érvényesen levonható következtetésekre.
Egyéb tekintetben az Organon sorsa Arisztotelész halála és a kereszténység kialakulása közti időben hasonlóan alakul, mint a többi iskolai iraté (erről Sztrabón és Plutarkhosz beszámolóiból tudunk): Arisztotelész követője és barátja, az ereszoszi Theophrasztosz őrizte a mester halála után a kéziratokat, halálakor pedig Néleuszra, egy skepsisi peripatetikusra hagyta; ám Skepsis később a hírhedt kéziratrabló pergamoni uralkodó (II. Eumenész attalida király) kezére kerülvén, Néleusz rokonai pincében rejtegették az írásokat; közülük az egyikük egy Apellikón nevű dúsgazdag és könyvbolond athéni stratégának adta el a kéziratokat, melyek ekkor már félig szétrohadt állapotban voltak. A stratéga Athénba vitte a gyűjteményt és kiadta, de elesett, mikor a rómaiak Athént ostromolták és elfoglalták (i. e. 84.), a római vezér, Sulla pedig Rómába szállíttatta e kincseket, ezután pedig a rhodoszi Andronikoszhoz kerültek, aki újra kiadta őket (i. e. 50), és nagyjából ekkor nyerték el azt a formájukat, ahogyan ismerjük őket.
Sokan a több száz éves hányattatással magyarázzák a művek szövegének jelentős romlását, és feltételezik, hogy eddig a kiadásig Arisztotelész iskolai írásait nem ismerték; ami ebben a formában nem valószínű. A feltevés – többek között – azokon a beszámolókon alapszik, melyek szerint mikor a rómaiak újra elkezdték olvasni ezeket az eredeti műveket, az óriási meglepetéseket okozott, mivel álmukban sem gondolták volna, hogy ilyen az arisztotelészi filozófia. Tény továbbá, hogy Arisztotelész sok tétele (például logikai megállapításai) jelentősen eltorzult, megváltozott formában éltek tovább – a peripatetikusokat leszámítva – még a tudományos közösség berkeiben is; és még ma is rengeteg téves képzettársítás él sok gondolatával kapcsolatban (ezért is fontos ez a látszólag jelentéktelennek tűnő kérdés, hogy miképp lepődtek meg Ciceró kortársai), úgyhogy ebben a kérdésben nehéz egyértelmű kijelentéseket tenni. Talán Szalai Sándor – az egyetlen (1979-ben megjelent) magyar nyelvű Organon-kiadás szerkesztője – véleményét fogadhatjuk el a legkönnyebben, aki szerint két párhuzamos, de ellentétes irányú folyamatról van szó: míg a szövegromlás és -megsemmisülés, na meg a filozófiai és teológiai gondolkodás fejlődése következtében állandóan átértelmezték Arisztotelészt és megváltoztatták gondolatainak értelmét, addig több évezred filológusai és a peripatetikus iskola hívei nem szűntek meg folyamatosan gondozni a – valódi – arisztotelészi filozófiát.

### A művek hitelességéről
Mindennek ellenére nagy biztonsággal mondhatjuk, hogy egyes, az Organon viszonylag csekély részét kitevő részletektől eltekintve, e mű nagy része valóban Arisztotelész saját írásának tekinthető, különösen az Első és Második Analitika és a Szofisztikus cáfolatok, csak legfeljebb kevés számú és nem túl hosszú részek származnak más szerzőktől, mint például a Kategóriák könyvének 10-15. fejezete, melyet Arisztotelész tanai nyomán valószínűleg Theophrasztosz vagy Eudémosz írt meg. Általában is az ilyen „idegenkezűségre” utaló részeket közvetlen tanítványai vagy a későbbiek, a peripatetikus iskola tagjai Arisztotelész szellemében igyekeztek megírni.

### Más logikai művek?
Logikai jellegű értekezések találhatóak még Arisztotelész Fizikájában és Metafizikájában (ld. Arisztotelész művei), és tudunk elveszett exóterikus, nagyközönség számára írt logikai művekről, ezek sajnos egytől egyig már az ókorban elvesztek, megsemmisültek. Míg megvoltak, ezek voltak a népszerűek, és a nagyközönség ezek nyomán ismerte inkább Arisztotelészt.

## Tartalma
„Bizony nehéz ezekről a kérdésekről határozottan nyilatkozni, amíg ismételten meg nem vizsgáltuk. De talán mégsem hasztalan, hogy az egyes esetekben a nehézségeket is fölvetettük.” Arisztotelész: Kategóriák 7. fej. zárósorai. 

### AKategóriák
A Kategóriák könyve, a Topikával és a Szofisztikus cáfolatokkal együtt a formális logikában kisebb jelentőségű, pontosabban inkább csak egy-két szűkebb terület, például az intenzionális logika és a filozófiai logika művelői számára bír megkerülhetetlenséggel. Filozófiai jelentősége azonban már a szubsztancia fogalmának bevezetése miatt is óriási. A Kategóriák szócikkben bővebben is foglalkozunk mindezekkel, a következők csak rövid összefoglalásul szolgálnak.
E mű, mely a nyelv szavait azok alany-állítmány viszonyai szerint vizsgálja, három nagyobb részre osztható.
- Az első, rövidebb, rész (az első három-négy fejezet) nyelvtani-lételméleti alapozásul szolgál, ettől eltekintve tartalmilag azonban nem összefüggő; három különböző dologról beszél: a szavak hangalakjának és jelentésének viszonyáról (homonímia, szinonímia, paronímia), véghez viszi a nevek lételméleti csoportosítását szubsztanciákra és akcidensekre, és kimond néhány további elvet, melyet a későbbiekben néha felhasznál. A szavakat csoportokba, kategóriákba sorolja, saját szempontjai szerint (e szempontokat azonban nem adja meg, így lehetőséget adva némi vitára).
- A második rész a tíz kategóriával foglalkozik: valójában csak négy-öt kategória tárgyalása (szubsztancia, mennyiség, minőség, viszony) található meg vagy maradt fenn a műben.
- A harmadik rész olyan kifejezéseket vizsgál, melyek több kategóriára közösen is mondhatóak (posztpredikamentumok). Lásd még: itt.

Az egész kategóriaelméletről bővebbet a Kategóriák szócikkben találhatunk.

### Hermeneutika
A Herméneutika három nagyobb részre osztható. Az első, rövid rész (1-3. fejezet) a nevek kijelentésekké való összekapcsolásával foglalkozik, de inkább a nevek szempontjából: ez a rész a Kategóriák egyenes folytatásának tekinthető. Megkülönbözteti a névszókat és igéket. Vagyis ez amolyan nyelvtani alapozás, célja röviden áttekinteni a kijelentések felépítő alapelemeit („atomjait”).
A második, hosszabb rész (4-12. fej) az egyszerű kijelentésekkel és a tagadással foglalkozik. Megkülönbözteti az egyedi és általános alanyról tett kijelentéseket, továbbá hogy ezt általánosan (minden egyedre vonatkozóan), részlegesen (némely egyedre vonatkozóan), vagy határozatlanul (se így, se úgy) tesszük-e. Később az így létrejött négy kijelentésosztályt kategorikus kijelentéseknek nevezték
A 13. fejezet a kijelentések modalitását vizsgálja, az előző fejezetek szellemében és szempontjai szerint (tehát például hogy hogyan kell tagadni ezeket). Négy modalitást különböztet meg: ezek a lehetségesség, az esetlegesség, a lehetetlenség, és a szükségszerűség.

### Szofisztikus cáfolatok
A szofisztikus cáfolatok nem (formális) logikai, hanem pragmatikai mű, vagyis a formális logika és nyelv használati, gyakorlati oldalával foglalkozik. Konkrétan mondhatjuk, hogy a mű arról szól, hogyan lehetségesek az álbizonyítások, milyenek ezek és mit kell tenni ellenük. A „szofisztikus” cáfolatok olyan cáfolatok (érvelések), melyek „látszólag cáfolnak, valójában tévesztésen alapulnak”. De ugyanígy vizsgálhatóak azok a pozitív érvelések, melyek valójában nem helyesen érvelnek. A korabeli szofisták és demagógok működése már akkor is valódi aktualitást adott Arisztotelész e művének.
Így van ez a lélekkel nem rendelkező dolgok esetén is: némelyik valóban ezüstből vagy aranyból készült, másokról csak az érzékeink sugallják ezt, például a bádogból készült dolgok ezüstnek tűnnek, vagy a sárga fémből készültek aranynak. Ugyanígy, néha valódi az érvelés és a cáfolat, néha pedig nem, és csak a tapasztalatlanságunk mutatja őket valódinak, mivel a tapasztalatlanok csak távolabbról tudják szemlélni ezeket a dolgokat. […] Hiszen lehetetlen egy beszélgetésben a tárgyalt dolgokat szerepeltetni, hanem ehelyett a neveiket mint szimbólumokat kell használnunk, és feltételezzük, hogy ami a nevek között következik, az a dolgok között is következik; ugyanúgy, mint ahogy a számítások eredményeit is a számolótáblák alapján tételezzük fel. De a nevek és a dolgok esete nem azonos. Hiszen a nevek végesek, és így van ez a lehetséges kifejezések összességével is, míg a dolgok száma végtelen. Elkerülhetetlen ezért, hogy több jelentése legyen ugyanannak a névnek. […] A vitákban azok, akik nincsenek eléggé tisztában a nevek erejével, elvétik mind saját érveiket, mind másokét. Így aztán, és számos később említendő okból is, léteznek valódinak látszó, ám hamis érvek és cáfolatok. Márpedig néhány embernek jobban megéri, hogy bölcsnek tűnjék annak ellenére, hogy valójában nem az; mint hogy valójában bölcs legyen annak látszata nélkül. Hiszen a szofista tudománya abban áll, hogy bölcsességet színleljen valódi alap nélkül, és a szofista pénzt keres látszó és valótlan bölcsessége segítségével.

## Magyar fordításai
- Organon. 1. Katégoriák / Hermeneutika / Első analitika; ford. Rónafalvi Ödön, Szabó Miklós, szerk., jegyz. Szalai Sándor; Akadémiai, Budapest, 1961 (Görög és latin írók)
- Kategóriák; ford. Rónafalvi Ödön, ford. pontosítás Lautner Péter, jegyz. Szalai Sándor; Kossuth, Budapest, 1993
- Hermeneutika; ford. Rónafalvi Ödön, jegyz. Szalai Sándor, utószó Bugár István; Kossuth, Budapest, 1994
- Poétika / Kategóriák / Hermeneutika; ford. Sarkady János, Rónafalvi Ödön, ford. pontosítás Lautner Péter, jegyz. Szalai Sándor; Kossuth, Budapest, 1997
- Organon. Logikai értekezések; ford. Steiger Kornél, jegyz. Máté András, Molnár Zalán, Steiger Kornél; Gondolat, Budapest, 2023 (Electa)